# Wildflecken
Wildflecken is een plaats in de Duitse deelstaat Beieren. De gemeente, met de status van Markt, maakt deel uit van het Landkreis Bad Kissingen.
Wildflecken telt 2.896 inwoners.
De plaats ligt in de zuidelijke Rhön en grenst direct aan het beschermde natuurgebied Schwarze Berge, ongeveer 38 kilometer noordelijk van Bad Kissingen. De noordgrens van de gemeente vormt de landsgrens tussen Beieren en Hessen.

## Geschiedenis
De plaats ontstond in 1524 als groep van bosnederzettingen waar de Sinn en de Wölbersbach samen kwamen. In 1588 kreeg de nederzetting de naam Wildflecken.
In 1908 werd de plaats aangesloten op de Sinntalbahn uit Jossa. In 1937 werd op het grondgebied van de gemeente een militair oefenterrein ingericht, waar tijdens de Tweede Wereldoorlog elitesoldaten van de Wehrmacht trainden voor de invasie van de Sovjet-Unie. Ook het Waals Legioen van Léon Degrelle hergroepeerde er. Later in de oorlog deed het trainingscentrum dienst als krijgsgevangenenkamp.
Na de Tweede Wereldoorlog behoorde Wildflecken tot de Amerikaanse bezettingszone. Het Amerikaanse bestuur richt op het voormalige krijgsgevangenenkamp een opvangkamp in voor displaced persons. Voor het grootste deel bestonden deze uit Polen die afkomstig waren uit de huidige Oekraïne.
Het kamp werd in oktober 1945 overgedragen aan de UNRRA (vanaf 1947 aan de IRO). Het kamp, waarin meer dan 17.000 mensen leefden, werd in 1951 opgeheven. Een Poolse begraafplaats herbergt de Poolse burgers die hier overleden.
Het gebied werd daarna als oefenterrein voor het Amerikaanse leger gebruikt. Elvis Presley bracht hier een deel van zijn diensttijd door. Shaquille O'Neal bracht een deel van zijn jeugd in Wildflecken door; zijn moeder was als sergeant in het Amerikaanse leger hier gestationeerd. In 1994 werd het oefenterrein aan de Bundeswehr overgedragen.
In het kader van gemeentelijke herinrichting van Beieren werden de gemeenten Wildflecken en Neuwildflecken samengevoegd.

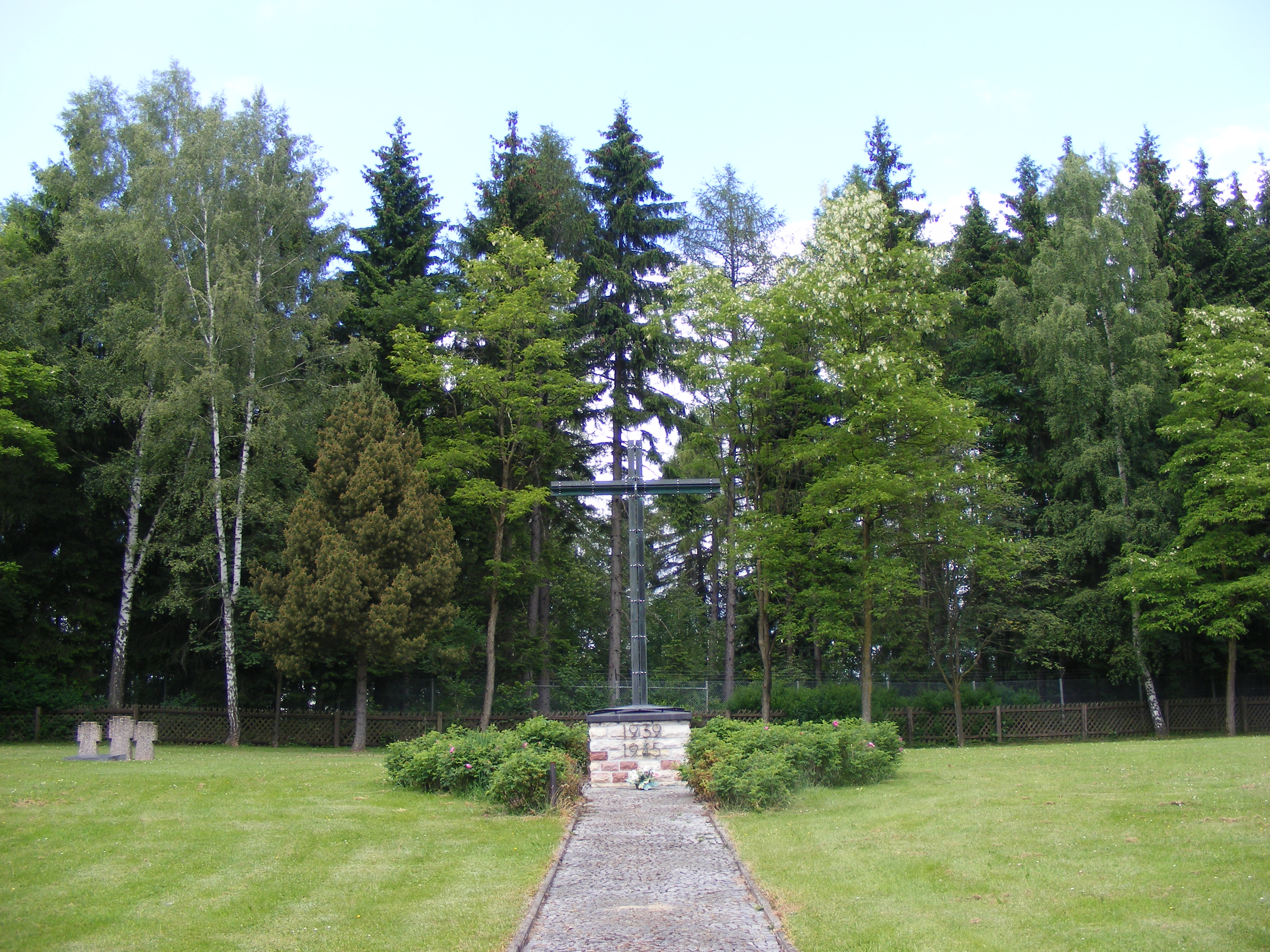
Op de Poolse begraafplaats liggen 544 Poolse burgers begraven

Aura a.d. Saale ·
Bad Bocklet ·
Bad Brückenau ·
Bad Kissingen ·
Burkardroth ·
Elfershausen ·
Euerdorf ·
Fuchsstadt ·
Geroda ·
Hammelburg ·
Maßbach ·
Motten ·
Münnerstadt ·
Nüdlingen ·
Oberleichtersbach ·
Oberthulba ·
Oerlenbach ·
Ramsthal ·
Rannungen ·
Riedenberg ·
Schondra ·
Sulzthal ·
Thundorf i.UFr. ·
Wartmannsroth ·
Wildflecken ·
Zeitlofs